# Robert Reid (basket-ball)
 (août 2019).
Si vous disposez d'ouvrages ou d'articles de référence ou si vous connaissez des sites web de qualité traitant du thème abordé ici, merci de compléter l'article en donnant les références utiles à sa vérifiabilité et en les liant à la section « Notes et références ».
Pour les articles homonymes, voir Robert Reid et Reid.
Robert Keith Reid, né le 30 août 1955 à Atlanta (Géorgie) et mort le 19 février 2024, est un joueur américain de basket-ball. Il joue au poste d'arrière ou d'ailier. Après sa carrière de joueur, il entraîne plusieurs clubs américains.